# کاپوچینو
کاپوچینو (به ایتالیایی: Cappuccino) نوعی نوشیدنی قهوه است که با ترکیب اسپرسو با شیر بخارداده‌شده تهیه می‌شود.دستور متداول یک کاپوچینو ساده یک شات اسپرسو،سی cc شیر داغ،سی cc فوم شیر می باشد.
نوع معمول کاپوچینو، اسپرسو با کف شیر بخار (میکروفوم) است.. انواع دیگر آن شامل ترکیب خامه به جای شیر، ترکیب  جایگزین‌های شیر غیر لبنی و گاهی ترکیب دارچین یا پودر شکلات است.معمولاً از نظر حجم کمتر از کافه لاته است و لایه ضخیم‌تری از میکروفوم داردو در فنجان مخصوص، فنجان کاپوچینو سرو می‌شود.
کلمه کاپوچینو اشاره به فرقه‌ای از راهبان مسیحی دارد که با چهره‌های رنگ پریده ناشی از افراط در روزه‌داری، لباس پشمی قهوه‌ای می پوشیدند که آمیزشی از سفید و قهوه‌ای را تداعی می کند.

## تاریخچه و ریشه‌شناسی
کاپوچینو (‎i‎/ˌkæpʊˈtʃiːnoʊ/‎, ایتالیایی: [kapputˈtʃiːno]; ج.: cappuccini; از آلمانی Kapuziner)   از لاتین Caputium می‌آید که از کلمه کاپوش

به معنی و ترگمان "کله پوش" گرفته شده است.

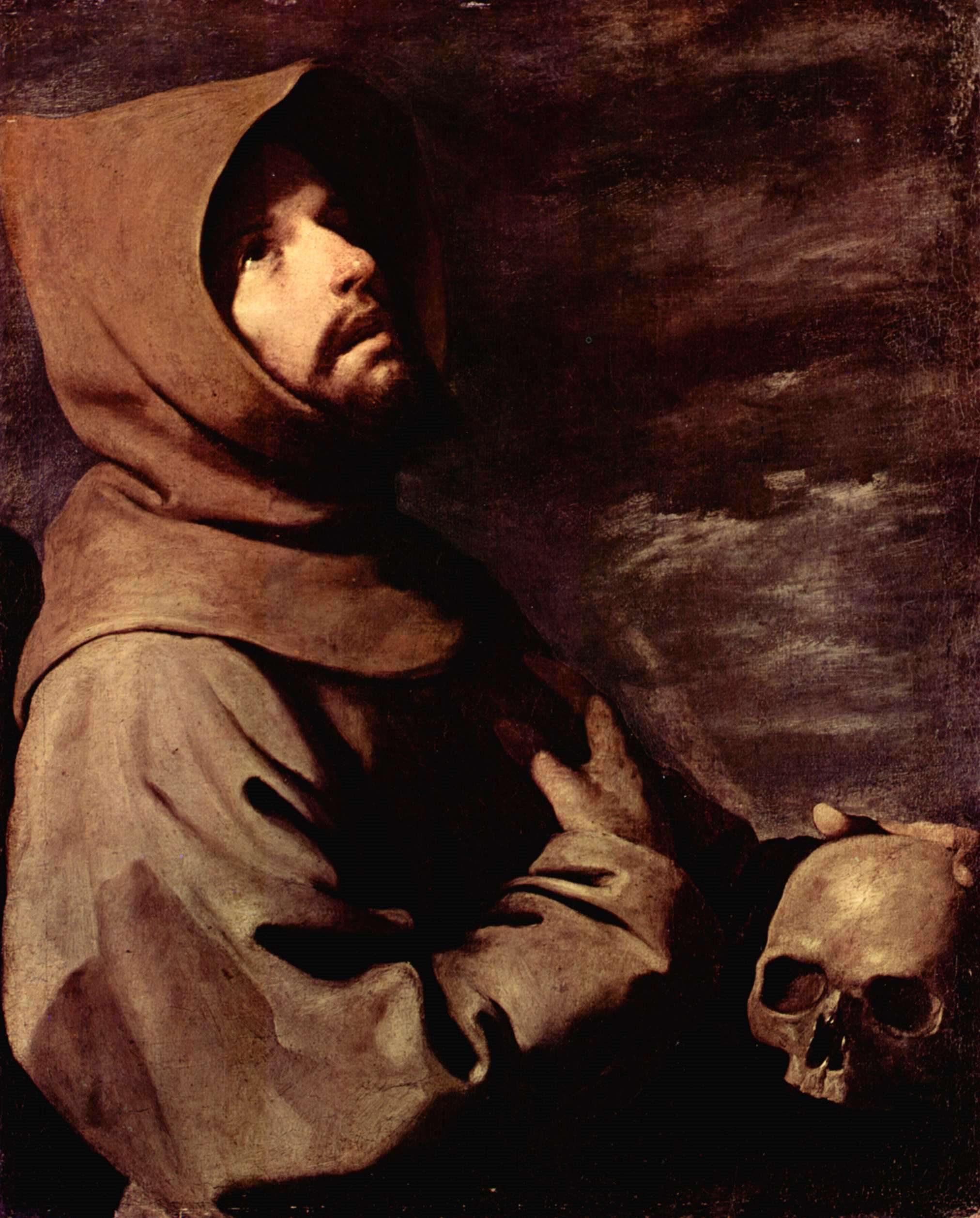
راهب مسیحی با کلاه کاپوش قهوه‌ای

نام کاپوچینو نه از کاپوش بلکه از رنگ قهوه ای لباس‌های کاپوشدار راهبان کاپوچین گرفته شده است. (فرقه ای از راهبان کاتولیک معمولاً چهرهٔ رنگ پریده‌ای دارند و کلاهی قهوه‌ای بر سر می‌گذارند که در زبان عربی به راهبان این فرقه «کبوشی» گفته می‌شد که کلمه کشیش از آن مشتق شده است.) این رنگ کاملاً متمایز است و کاپوچینی توصیف رایج رنگ قرمز قهوه‌ای در قرن هفدهم اروپا بود. راهبان کاپوچین در قرن شانزدهم طرح خاصی را برای لباس‌های سفارشات خود در رنگ و شکل کاپوت با الهام از فرانسیس آسیزی انتخاب کردند. لباس‌های قرن سیزدهم حفظ شده است. کاپوت بلند و نوک تیز مشخصه بود و به زودی به برادران لقب «کاپوچین» (کلاه پوش) داد. با این حال، انتخاب رنگ قرمز-قهوه ای به عنوان رنگ جلیقه سفارش بود که در اوایل قرن هفدهم، «کاپوچین» نیز به عنوان یک اصطلاح برای یک رنگ خاص استفاده می‌شد. در حالی که فرانسیس آسیزی از پشم بی‌رنگ و سفید نشده برای لباس‌های خود استفاده می‌کرد، کاپوچین‌ها لباس‌های خود را به گونه ای رنگ آمیزی می‌کردند که با آگوستین‌ها، بندیکتین‌ها، فرانسیسکن‌ها و دیگر راسته‌ها متفاوت باشد.
طبق یک افسانه محبوب اما تأیید نشده، نام آن را به داستان یک کاپوچین، پدر مارکو دوآویانو، یک پیشگوی فریولیایی پیوند می‌زند که در سپتامبر ۱۶۸۳ توسط پاپ اینوسنت یازدهم به وین فرستاده شد، با هدف متقاعد کردن قدرت‌های اروپایی برای تشکیل ائتلافی علیه عثمانی‌های مسلمان که آن را محاصره کرده بودند در یک کافه وینی، او برای اولین بار طعم بیش از حد تند قهوه را با شیر اصلاح کرد و نوشیدنی جدید به ایتالیایی کاپوچینو و به آلمانی کاپوزینر لقب گرفت. وینی‌ها نام «کاپوزینر» را احتمالاً در قرن ۱۸ بر روی نسخه اولیه آن که شامل خامه فرم گرفته و ادویه‌هایی با منشأ ناشناخته بود، دادند. کاپوچینوی ایتالیایی تا دهه ۱۹۳۰ در خارج از ایتالیا ناشناخته بود. اگرچه درست‌تر است که نوشیدنی آن زمان را یک لاته ساده بنامیم، اما معلوم نیست واقعاً اوضاع چگونه پیش رفت. به نظر می‌رسد که شخصی یوهانس تئودات، صاحب یکی از اولین کافی شاپ‌های وینی، قبلاً با ترکیب‌های جدیدی از نوشیدنی‌های قهوه آزمایش کرده بود. فرضیه دیگر در واقع، ردیابی اختراع را به قهوه‌ساز دیگری به نام فرانسیسک یرزی کولکزیکی بازمی‌دارد، که در سال ۱۶۸۵، هنوز در وین، مقادیر زیادی قهوه را که مسلمانان رها کرده بودند در اختیار گرفت و برای شیرین‌تر کردن آن، آن را با شیر و شیر آغشته کرد. عسل؛ همیشه طبق افسانه، همان نوع کیپفرل، دسری که قدمت آن به قرن سیزدهم برمی‌گردد و اجداد آن نیز می‌خورد. کیپفرل‌ها (کروسان ایتالیایی استادانه تر و کروسان فرانسوی جدیدتر را می‌توان فرزندان کیپفرل دانست) و شکل آنها شبیه به هلال است، بنابراین در تحقیر عثمانی‌های مهاجم گاهی اوقات گفته می‌شود که در قهوه‌خانه‌های تریست و سایر مناطق ایتالیایی امپراتوری اتریش-مجارستان در اوایل قرن بیستم متولد شده است، پس از جنگ جهانی اول در سراسر ایتالیا و بعداً در سراسر جهان گسترش یافت. با این حال، وجود نوشیدنی قهوه مخلوط با شیر با نام کاپوچینو در ایتالیای مرکزی در قرن نوزدهم ثبت شده است. خاستگاه آن، در واقع، ارتباط نزدیکی با انتشار خود قهوه در اروپا و به ویژه در امپراتوری اتریش قرن هفدهم تا هجدهم دارد.
در طول قرن هجدهم، به اصطلاح کاپوزینر با رایحه‌های جدید، ادویه‌ها و خامه زده شده در بالای آن غنی شد و بیش از همه در Friuli Venezia Giulia و در سراسر امپراتوری اتریش-مجارستان پخش شد. در پایان همان قرن، مد کاپوچینو عمدتاً بر تهیه دستی کف شیر روی آن متمرکز بود. اما تنها در آغاز قرن بیستم و با معرفی اولین دستگاه‌های قهوه اسپرسو در بازار بود که این نوشیدنی به لطف تهیه کف شیر از طریق خروجی بخار، شکل فعلی خود را به خود گرفت.

کلمه کاپوچینو، به شکل ایتالیایی خود، در نوشته‌های ایتالیایی در قرن نوزدهم آمده است و به عنوان قهوه سیاه با چند قطره شیر یا خامه توصیف می‌شود که به آن رنگ تن‌پوش کاپوچینی‌ها را می‌دهد که نام آن را از آن گرفته است. ایتالیایی‌ها کف شیر و قهوهٔ پاشیده شده روی آن را شبیه پشت سر راهبان کاپوچینو می‌دانند؛ به همین دلیل این نام را بر آن نهاده‌اند. زبان آلمانی Kapuziner به عنوان یک نوشیدنی قهوه در قرن ۱۸ در اتریش ذکر شده است و در مدخل‌های فرهنگ لغت از سال ۱۸۰۰ به بعد به عنوان «قهوه با شکر، زرده تخم مرغ و خامه» توصیف شده است.
استفاده از شیر تازه در قهوه در کافه‌ها و رستوران‌ها یک پدیده جدیدتر (از قرن بیستم) است که زمانی که سرد کردن رایج شد، معرفی شد. استفاده از خامه کامل در گذشته بسیار دورتر شناخته شده است (اما نه در استفاده به عنوان خامه فرم گرفته [chantilly])، زیرا این محصولی بود که به راحتی ذخیره می‌شد و همچنین در پخت و پز و پخت و پز اغلب استفاده می‌شد؛ بنابراین، یک کاپوزینر با مقدار بسیار کمی خامه برای گرفتن رنگ کاپوچینی آماده شد. امروزه، کاپوزینر هنوز در کافه‌های سنتی وین سرو می‌شود، که قهوه سیاه را تنها با چند قطره خامه تشکیل می‌دهد (در برخی از مؤسسه‌ها به شکل یک بسته خامه فرم گرفته شده است).
در گذشته این نام به شباهت با رنگ قهوه ای که عادت کاپوچینها بود اشاره داشت.و در این زمینه به رنگ نوشیدنی اشاره دارد که شیر در بخش کوچکی به قهوه تیره و دم کرده (امروزه بیشتر قهوه مخصوص کاپچینو) اضافه می‌شود. ظاهر فیزیکی یک کاپوچینوی مدرن با کرم قهوه (غیر اسپرسو تلخ) و شیر بخارپز نتیجه تکامل طولانی این نوشیدنی است. 

## تاریخ تکامل

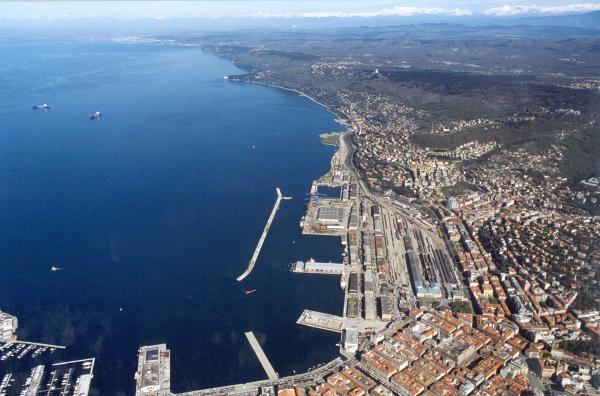
بندر قدیمی تریست که در آن بیشتر قهوه اروپای مرکزی برای مدت طولانی در آنجا نگهداری می‌شد و کاپوچینو از آنجا پخش می‌شد.

افزودن شیر به قهوه توسط اروپاییان در دهه ۱۷۰۰ ذکر شده بود و گاهی اوقات توصیه می‌شد.
کاپوزینر در اواخر دهه ۱۷۰۰ در منوهای قهوه‌خانه‌ها در سراسر سلطنت هابسبورگ ظاهر شد و در سال ۱۸۰۵ در فرهنگ لغت Wörterbuch به عنوان «قهوه با خامه و شکر» توصیف شده است (اگرچه نحوه ترکیب آن را بیان نمی‌کند). از کاپوزینر در نوشته‌های دهه ۱۸۵۰ دوباره نام برده شده است که به عنوان «قهوه با خامه، ادویه و شکر» توصیف شده است. تقریباً در همان زمان، مخلوط نوشیدنی قهوه در نوشته‌هایی ذکر شده است که به عنوان ترکیبی از قهوه و شیر توضیح داده شده است که احتمالاً شبیه به کافه لاته مدرن یا وینر ملانژ است. سایر قهوه‌های حاوی خامه در وین و در خارج از اتریش به‌عنوان «قهوه وین» یا «کافه وینوا»، قهوه با خامه زده‌شده شناخته می‌شوند. قهوه ایرلندی، قهوه شیرین شده با الکل‌های مختلف، روی آن خامه زده شده نیز از وین پخش شده است. 
کاپوزینر نام خود را از رنگ قهوه با چند قطره خامه گرفته است، به این دلیل که راهبان کاپوچین در وین و جاهای دیگر جلیقه‌هایی با این رنگ می‌پوشیدند. یکی دیگر از قهوه‌های محبوب، Franziskaner بود، با کرم بیشتر، که به رنگ قهوه ای روشن‌تر لباس راهبان دستور فرانسیسکن اشاره دارد. قهوه کاپوزینر در سراسر اروپای مرکزی و در نتیجه در بخش‌های ایتالیایی زبان سلطنت هابسبورگ نیز گسترش یافت. بندر اصلی امپراتوری شهر تریست، قبلاً قهوه‌خانه‌های وینی زیادی در آن زمان داشت.

«کاپوچینو» که امروزه نوشته می‌شود (به زبان ایتالیایی) اولین بار در قرن نوزدهم ذکر شده است و به عنوان «قهوه سیاه با چند قطره شیر یا خامه» توصیف می‌شود. کاپوچینوی مدرن ایتالیایی در دهه‌های بعد تکامل و توسعه یافت: شیر بخارپز شده در بالای آن بعداً افزوده شد، و در ایالات متحده یک سوء تفاهم جزئی منجر به نامگذاری این «کلاه» کف شیر به «سر راهب» شد. در اصل هیچ ربطی به نام نوشیدنی نداشت. 

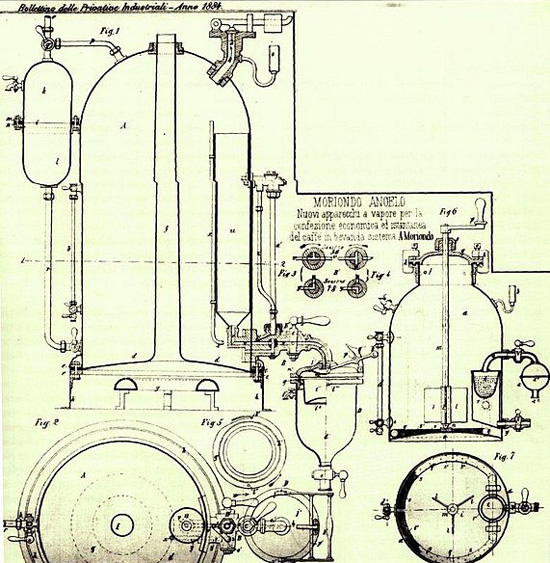
نقشه اولین دستگاه اسپرسو ساز

اگرچه قهوه بعد از جنگ جهانی دوم در سرتاسر اروپا به‌طور متفاوتی دم می‌کرد، اما در ایتالیا، دستگاه‌های اسپرسوساز تنها در دهه ۱۹۵۰ رواج یافتند و «کاپوچینو» دوباره تعریف شد، که اکنون از اسپرسو و شیر کف شده (اگرچه با کیفیت «میکروفوم» فاصله دارد. شیر بخارپز امروز). با بهبود دستگاه‌های اسپرسوساز، دوز قهوه و حرارت دادن شیر نیز بهبود یافت. در خارج از ایتالیا، کاپوچینو پخش شد، اما به‌طور کلی از قهوه تیره با خامه فرم گرفته تهیه می‌شد، همان‌طور که هنوز در بخش‌های بزرگی از اروپا حتی در سال ۲۰۱۴ وجود دارد.

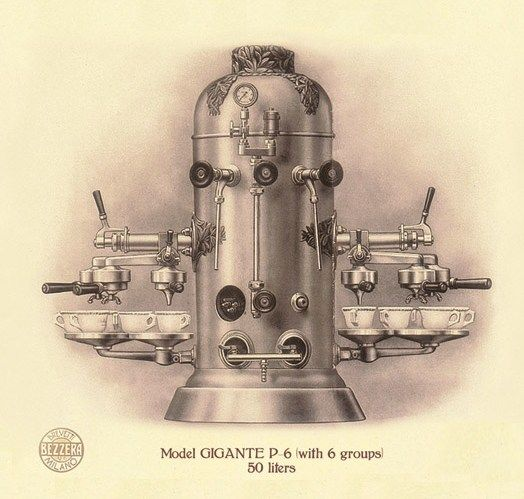
اولین دستگاه اسپرسو ساز جهان

Kapuziner در منوی قهوه اتریش و در براتیسلاوا ،بوداپست ،پراگ و دیگر شهرهای امپراتوری سابق بدون تغییر باقی ماند.
دستگاه‌های اسپرسوساز در آغاز قرن بیستم، پس از ثبت اختراع لوئیجی بزرا از میلان در سال ۱۹۰۱، معرفی شدند، اگرچه نسل‌های اول دستگاه‌ها مطمئناً اسپرسو را به شکلی که ما امروز تعریف می‌کنیم تولید نکردند.
قهوه‌سازی در کافه‌ها در دهه‌های اول قرن بیستم تغییر کرد. این اولین دستگاه‌ها امکان سرو قهوه اسپرسو را به‌طور خاص برای هر مشتری فراهم کردند. فنجان‌ها هنوز هم اندازه بودند و دوز لوبیا مثل قبل درشت بود. دمای بسیار بالای دیگ‌ها قهوه را داغ می‌کرد و چندین تلاش برای بهبود آن در سال‌های پس از جنگ جهانی اول انجام شد.
پس از جنگ جهانی دوم، ایتالیایی‌ها «عصر کرم» را راه‌اندازی کردند، زیرا دستگاه‌های قهوه جدید می‌توانستند فشار بالاتری ایجاد کنند که منجر به آسیاب ریزتر و کرمای کلاسیک می‌شود.
اولین فنجان‌های کوچک در دهه ۱۹۵۰ ظاهر شدند و دستگاه‌ها تا آن زمان می‌توانستند شیر را نیز گرم کنند، بنابراین کاپوچینوی مدرن متولد شد.  در وین، اسپرسو بارها در دهه ۱۹۵۰ معرفی شدند، که منجر به کاپوزینر و کاپوچینوی ایتالیایی تازه متولد شده به عنوان دو نوشیدنی متفاوت در کنار یکدیگر شد.
در بریتانیا، قهوه اسپرسو در ابتدا به شکل کاپوچینو محبوبیت پیدا کرد، که تحت تأثیر عرف بریتانیایی نوشیدن قهوه با شیر، تمایل به نوشیدنی طولانی‌تر برای حفظ کافه به عنوان مقصد و بافت عجیب و غریب نوشیدنی بود.
در ایالات متحده، کاپوچینو در کنار اسپرسو در محله‌های ایتالیایی آمریکایی، مانند North End بوستون، ایتالیا کوچک نیویورک و ساحل شمالی سانفرانسیسکو گسترش یافت. کافه رجیو شهر نیویورک (تأسیس ۱۹۲۷) ادعا می‌کند که کاپوچینو را به ایالات متحده معرفی کرده است، در حالی که کافه تریست سانفرانسیسکو (تأسیس ۱۹۵۶) ادعا می‌کند که آن را به سواحل غربی معرفی کرده است. کافه قبلی توسکا در سانفرانسیسکو (تأسیس ۱۹۱۹) قبلاً یک «کاپوچینو» سرو می‌کرد، اما این کافه بدون قهوه بود و در عوض شامل شکلات، شیر بخارپز و براندی بود.

## آماده‌سازی
مهم‌ترین فاکتور در تهیه کاپوچینو، بافت و دمای شیر است. هنگامی که شیر را برای تهیه یک کاپوچینو بخار می‌شود، میکروفوم با وارد کردن حباب‌های بسیار ریز هوا به شیر ایجاد می‌شود و به شیر بافتی مخملی می‌دهد. کاپوچینوی سنتی از یک اسپرسو تشکیل شده است که شیر کف داغ را روی آن می‌ریزند و در نتیجه کف شیر ضخیم ۲ سانتی‌متری (۳ / ۴ اینچ) روی آن ایجاد می‌شود. می‌توان با افزودن یک شات دیگر اسپرسو که منجر به یک کاپوچینوی دوتایی می‌شود، تغییراتی ایجاد کرد. دستیابی به نسبت صحیح کف نیاز به توجه دقیق در هنگام بخارپز کردن شیر دارد، بنابراین کاپوچینو را به یکی از سخت ترین‌ها تبدیل می‌کند.
اگرچه اندازه آن چیزی است که در بین کاپوچینوهای مختلف متفاوت است، اما دو روش اصلی برای تهیه کاپوچینو وجود دارد: یکی روش سنتی یا کلاسیک با درپوش کف شیر. دیگری روش «لاته آرت» است. اولی از ایده سنتی تهیه کاپوچینو پیروی می‌کند۱/۳ اسپرسو، _۱/۳ شیر بخارپز وکف شیر ۱/۳. دومی از همان دستور العمل پیروی می‌کند، اما بیشتر در فنجان‌های کوچکتر سرو می‌شود، و شیر بافت دار به آرامی در آن ریخته می‌شود و با طرحی در کرم سطحی به پایان می‌رسد.
- کاپوچینو فردو

Cappuccino Freddo نسخه سرد کاپوچینو است و این نوشیدنی معمولاً مقدار کمی شیر کف سرد در بالای آن دارد. این نوشیدنی در یونان، قبرس و بخش‌هایی از ایتالیا موجود است.
در رم کافه‌ها نوشیدنی را از قبل آماده و خنک می‌کنند. در شهرهای شمالی ایتالیا مانند میلان، کاپوچینو فردو کمتر رایج است. در عوض، gelato da bere (ترکیب غلیظی از ژلاتو و اسپرسو) یا shakerato (اسپرسو و یخ که با هم تکان می‌خورند) محبوب‌تر هستند. این اصطلاح همچنین در سراسر منطقه مدیترانه گسترش یافته است، جایی که فوم درست قبل از سرو به نوشیدنی اضافه می‌شود، که اغلب با اصل ایتالیایی متفاوت است. کافه فردو یا اسپرسو فردو یک نسخه سرد از یک اسپرسو (بدون شیر) است.
- فردو کاپوچینو

در یونان و قبرس، یک کاپوچینوی سرد به‌طور گسترده به نام فردو کاپوچینو، در مقابل کاپوچینو فردو، رایج است. علیرغم نام ایتالیایی، این نوشیدنی هم طعم و هم متفاوت از همتای ایتالیایی خود تهیه می‌شود و در ایتالیا و خارج از یونان غیر معمول است. کاپوچینو Freddo با یک فوم بر پایه شیر سرد معروف به afrógala (به یونانی: αφρόγαλα) پوشانده می‌شود که از مخلوط کردن شیر سرد با استفاده از یک کف کن برقی ایجاد می‌شود. این کف کننده‌ها به دلیل استفاده از آنها در هنگام تهیه قهوه فراپه در کافی شاپ‌های یونانی رایج هستند. سپس کف به اسپرسویی که روی یخ ریخته شده اضافه می‌شود.
همراه با Freddo Espresso، آنها در یونان در سال ۱۹۹۱ تصور شدند و در تابستان تقاضای بیشتری دارند.
- کاپوچینوی سرد
- مخلوط نوشیدنی قهوه به صورت یک شربت سیاه غلیظ که در دستگاه Slurpee با سه قسمت آب به یک قسمت شربت مخلوط می‌شود. سپس نوشیدنی قهوه منجمد در زمان سرویس با خامه مخلوط می‌شود (گاهی با شیر یا شیر شکلات مخلوط می‌شود). و گاهی در آن شات طعم‌دهنده، شربت کارامل یا شکلات استفاده می‌شود.
کاپوچینو بر حسب میزان شیر و فوم روی آن هم، انواع مختلفی دارد. کاپوچینو، کاپوچینوی خشک "dry cappuccino" کاپوچینوی تر "wet cappuccino" کاپوچینوی خشکِ خشک از انواع مختلف آن است.

## هنر لاته، لاته آرت
لاته آرت یا هنر لاته، ایجاد طرح یا هنر روی سطح لاته است، همچنین می‌توان آن را در شکل ساده با " کشیدن " در لایه بالایی فوم ایجاد یا تزئین کرد. به دلیل شرایط سختی که هم برای شات اسپرسو و هم شیر مورد نیاز است، ایجاد پیوسته هنر لاته دشوار است. این اصطلاح در مورد سایر نوشیدنی‌های حاوی کف شیر مانند کاپوچینو و شکلات داغ نیز صدق می‌کند.
لاته آرت مخلوطی از دو کلوئید است کرما کهامولسیونروغن قهوه و قهوه دم شده است. میکروفوم که کف هوا در شیر است. شیر خود امولسیونی از چربی کره در آب است، در حالی که قهوه مخلوطی از مواد جامد قهوه در آب است. هیچ‌یک از این کلوئیدها پایدار نیستند - کرم از اسپرسو متلاشی می‌شود، در حالی که میکروفوم به فوم خشک‌تر و شیر مایع جدا می‌شود - هر دو به‌طور قابل توجهی در عرض چند ثانیه تجزیه می‌شوند، و بنابراین هنر لاته فقط برای مدت کوتاهی دوام می‌آورد.
قبل از افزودن شیر، شات اسپرسو باید سطحی قهوه ای مایل به کرم داشته باشد، امولسیونی که به عنوان کرما شناخته می‌شود. همان‌طور که فوم سفید از شیر بالا می‌رود تا با سطح قرمز/قهوه ای عکس برخورد کند، کنتراست ایجاد می‌شود و طرح ظاهر می‌شود. با ریختن شیر، کف از مایع جدا شده و به سمت بالا بالا می‌رود. اگر شات شیر و اسپرسو «درست» باشد، و پارچ در حین ریختن حرکت داده شود، کف بالا می‌آید تا طرحی روی سطح ایجاد کند. روش دیگر، ممکن است یک الگوی پس از ریختن شیر، نه در حین ریختن، با چوب حک شود.
مهم‌ترین چیز در هنر آرت لاته حفظ طعم و کیفیت نوشیدنی است.
لاته آرت به‌طور مستقل در کشورهای مختلف توسعه یافته است، به دنبال معرفی اسپرسو و توسعه میکروفوم، ترکیب کرم (که امولسیون روغن قهوه و قهوه دم شده است) و میکروفوم اجازه می‌دهد تا الگوی ایجاد شود. احتمالاً ابتدا در ایتالیا توسعه داده شد.
در ایالات متحده، لاته آرت در دهه ۱۹۸۰ و ۱۹۹۰ در سیاتل توسعه یافت و به ویژه توسط دیوید شومر محبوبیت یافت. همزمان، در ایتالیا، لوئیجی لوپی تأثیر بسزایی در رواج هنر لاته داشت.لوئیجی لوپی و دیوید شومر پس ملاقات اواخر دهه ۱۹۹۰، روی لاته آرت برای بهبود تکنیک خود همکاری کردند.

## نوشیدنی‌های مشابه
- کافه ماکیاتو (گاهی اوقات اسپرسو ماکیاتو نامیده می‌شود) نوشیدنی بسیار کوتاه تری است که از اسپرسو با مقدار کمی شیر تشکیل شده است.
- کورتادو " Cortado " یک ترکیب اسپانیایی است: نوشیدنی کمی کوتاه‌تر که از اسپرسو مخلوط شده با شیر به نسبت ۱:۱ به ۱:۲ تشکیل شده است و روی آن کف نمی‌شود. کافه کورتادو به‌طور سنتی در یک لیوان کوچک روی یک نعلبکی سرو می‌شود و ویژگی آن ناشی از ترجیح اسپانیایی‌ها از دانه‌های قهوه و کباب شده به‌علاوه شیر تغلیظ‌شده است که جایگزین شیر تازه لبنیات می‌شود. کافی شاپ‌های مدرن شروع به استفاده از شیر تازه کرده‌اند.
- سفید مسطح " Flat white " ترکیبی است که در استرالیا و نیوزلند محبوب است. بین یک کاپوچینو و یک کافه لاته («مسطح» که نشان دهنده کف کم یا بدون کف است) است که معمولاً با دو شات اسپرسو و کمی لاته آرت در بالا تهیه می‌شود. یک سفید تخت با اسپرسوی ملایم تر و بدون روبوستا تهیه می‌شود.
- لاته (مخفف "caffè latte") نوشیدنی بزرگتر، با همان مقدار اسپرسو، اما با شیر بیشتر و مقدار متفاوتی کف است که در یک فنجان بزرگ یا لیوان بلند سرو می‌شود.
- بخارپز "Steamer" یا بیبی‌چینو نوشیدنی " Babyccino "از شیر کف کرده بدون قهوه است (بنابراین بدون کافئین). در ایالات متحده اغلب به شربت طعم‌دار اضافه می‌شود،[۳۴] در حالی که در کشورهای مشترک المنافع به جای آن اغلب پودر کاکائو گرد و غبار دارد.[۳۵]

## خواص
کاپوچینو نوشیدنی کافئین داری است که آنتی‌اکسیدان می‌باشد و به همین دلیل خواص بی‌شماری از جمله بهبود سلولیت و جلوگیری از پیری زودرس، پیشگیری از سرطان و آلزایمر، تقویت حافظه و سلامتی کبد می‌شود.